# La dueña (telenovela mexicana)
La dueña es una telenovela mexicana producida por Florinda Meza para Televisa en 1995, que marca su debut en solitario como productora.
Está protagonizada por Angélica Rivera, junto a Eduardo Santamarina y Francisco Gattorno, con las participaciones antagónicas de Cynthia Klitbo, Salvador Sánchez y Rosita Quintana, contó con la participación de las primeras actrices Norma Herrera y Josefina Echánove.

## Sinopsis
Regina Villarreal es una joven a la que la vida le sonríe en todos los sentidos, pues es dueña de una gran belleza y de una gran fortuna que le dejaron sus padres al morir. Vive con su tía Berenice, a quien quiere como una verdadera madre, y su insoportable prima Laura, así como su inseparable nana Martina. Laura vive envidiando a su prima creyendo que ella merece más que todo lo que tiene Regina, por eso se dispone a hacerla sufrir. Primero se mete con Mauricio, el prometido de Regina y que sólo la quiere por interés.
El día de la boda Mauricio la deja plantada en el altar, y Regina queda destrozada y su corazón se vuelve frío y amargado. Después se va a vivir a un rancho de su propiedad lejos de la capital, "Los Cascabeles", en el pueblo de San Ignacio. Regina convertida en una mujer resentida, "La dueña" como la llaman sus empleados, se vuelve indomable recibiendo también por parte del pueblo el apodo de "Víbora", puesto que el capataz de su rancho, Macario, comete crímenes en su nombre sin que ella lo sepa. En su estadía conoce a José María, el dueño de la hacienda vecina "Los Encinos", él se enamora de ella y ella también, aunque esconde sus sentimientos por temor a repetir su mala experiencia anterior. Al mismo tiempo llegan a "Los Cascabeles" su tía y su prima. Macario se enamora de Regina y junto a Laura planea alejarla de José María. Laura a su vez se enamora de José María, y por ello Regina ahora volverá a ser el blanco de su prima, aunque "La dueña" no dejará que le roben el corazón de su amado.

## Elenco
- Angélica Rivera - Regina Villarreal Montenegro
- Francisco Gattorno - José María Cortés/ José María Robles
- Cynthia Klitbo - Laura Castro Montenegro
- Norma Herrera - Berenice Montenegro Vda. de Castro
- Salvador Sánchez - Macario Robles
- Eduardo Santamarina - Mauricio Padilla
- Rosita Quintana - Emma de Cortés
- Josefina Echánove - Martina
- Raúl Ramírez - Severiano Cortés
- Miguel Pizarro - Octavio Acosta
- Jorge del Campo - Anselmo Morales
- Eduardo López Rojas - Gregorio "Goyo" Mendoza
- Eugenia Avendaño - Silvia de Hernández
- Mario Casillas - Manuel Hernández
- Marco Uriel - Ismael Andrade
- Georgina Pedret - Patricia Castelo
- Lucía Guilmáin - Consuelo López
- Yula Pozo - Armida Gómez
- Aylín Mujica - Fabiola Hernández
- Paty Díaz - Blanca "Blanquita" López
- Roberto Ramírez Garza - Padre Abel
- Jesús Arriaga - Lucio
- Claudia Elisa Aguilar - Aurelia
- Gilberto Román - Leandro Rentería
- Mariana Karr - Julieta de Rentería
- Luis Reynoso - Comandante Jesús Reyna
- Claudia Cañedo - Sonia Fuentes
- Simone Brook - Dora Montes
- Gerardo Gallardo - Omar
- Horacio Vera - Fortunato
- Antonio Miguel - Padre Juan
- Miguel Segura - Chuy
- Viridiana Segura - Lolita
- José Antonio Ferral - Ezequiel García
- Vicky Rodel - Aída
- Daniela Luján - Regina Villarreal Montenegro (niña)
- Dulce Esperanza - Laura Castro Montenegro (niña)
- Isaías Mino - Síndico municipal Atilano Salazar
- Arturo Muñoz - Amigo de Ezequiel
- Dolores Salomón "Bodokito" - Paquita[1]
- Ángeles Balvanera - Panchita
- Enio Mejía - Don Agustín
- Juan Antonio Gómez - Bernardo Martínez
- Beatriz Monroy - Mujer chismosa #1
- Linda Elizabeth - Mujer chismosa #2
- Fernanda Franco - Mujer chismosa #3
- Alea Yólotl - Chela
- Franco Javier - Salomón
- Gabriela Cuéllar - Juana
- Claudia Benedetti
- Lorena Álvarez
- Katalina Krueger

## Equipo de producción
- Historia original: Inés Rodena
- Adaptación: María del Carmen Peña, Carlos Daniel González, Alejandro Orive
- Versión para televisión: Carlos Daniel González, Alejandro Orive
- Edición literaria: María del Carmen Peña
- Canción tema: Tengo todo contigo
- Letra y música: Roberto Gómez Bolaños
- Intérprete: Alberto Ángel "El Cuervo"
- Música y arreglos musicales: Rodolfo "Popo" Sánchez
- Escenografía: José Luis Gómez
- Ambientación: Manuel Domínguez
- Vestuario: Joelle Launay
- Musicalizador: Juan López
- Edición: Fernando Valdés, Martín Márquez
- Jefe de producción: Illiana Caro
- Coordinación de producción: Pablo Martínez, Laura Mezta
- Dirección de escena y cámaras: Roberto Gómez Fernández
- Productor asociado: Alfredo González Fernández
- Productora general: Florinda Meza

## Premios y nominaciones

### Premios TVyNovelas 1996
| Categoría                  | Nominado(a)               | Resultado |
| -------------------------- | ------------------------- | --------- |
| Mejor telenovela           | Florinda Meza             | Nominada  |
| Mejor actriz protagónica   | Angélica Rivera           | Nominada  |
| Mejor villana              | Cynthia Klitbo            | Nominada  |
| Mejor villano              | Salvador Sánchez          | Ganador   |
| Mejor actriz de reparto    | Norma Herrera             | Nominada  |
| Mejor actor de reparto     | Miguel Pizarro            | Nominado  |
| Mejor revelación femenina  | Angélica Rivera           | Ganadora  |
| Mejor revelación masculina | Francisco Gattorno        | Ganador   |
| Lanzamiento masculino      | Francisco Gattorno        | Nominado  |
| Mejor tema musical         | Alberto Ángel "El Cuervo" | Ganador   |

### Premios ACE 1996
| Categoría                   | Nominado(a)        | Resultado |
| --------------------------- | ------------------ | --------- |
| Mejor programa escénico     | Florinda Meza      | Nominada  |
| Mejor coactuación femenina  | Cynthia Klitbo     | Ganadora  |
| Mejor coactuación masculina | Salvador Sánchez   | Ganador   |
| Mejor actor revelación      | Francisco Gattorno | Ganador   |
| Revelación latina del año   | Aylín Mujica       | Ganadora  |

### Premios El Heraldo de México 1996
| Categoría                      | Nominado(a)        | Resultado |
| ------------------------------ | ------------------ | --------- |
| Mejor telenovela               | Florinda Meza      | Nominada  |
| Mejor actriz en televisión     | Angélica Rivera    | Nominada  |
| Mejor revelación en televisión | Francisco Gattorno | Ganador   |

### Premios Sol de Oro 1996
| Categoría                 | Nominada     | Resultado |
| ------------------------- | ------------ | --------- |
| Actriz juvenil revelación | Aylín Mujica | Ganadora  |

### Premios Eres 1996
| Categoría         | Nominado(a)        | Resultado |
| ----------------- | ------------------ | --------- |
| Mejor telenovela  | Florinda Meza      | Ganadora  |
| Mejor lanzamiento | Francisco Gattorno | Ganador   |
| Mejor actor joven | Francisco Gattorno | Ganador   |

## Comercialización en formatos caseros
- 1996 Renta y venta de Video Romances[4][5]
- Grupo Televisa lanza a la venta el DVD de La Dueña[6][7]

## Otras versiones
- La historia original de esta telenovela fue la telenovela venezolana La doña, producida por RCTV en el año 1972 de la mano de Román Chalbaud. La telenovela fue dirigida por Arquímedes Rivero y protagonizada por Lila Morillo y Elio Rubens.
- Televisa realizó en México en 1978 una versión de esta telenovela titulada Doménica Montero, dirigida por Lorenzo de Rodas, producida por Valentín Pimstein y protagonizada por Irán Eory, Rogelio Guerra y Raquel Olmedo interpretando, respectivamente, los papeles de Angélica Rivera, Francisco Gattorno y Cynthia Klitbo.
- RCTV realizó en 1995 una versión muy libre de esta telenovela titulada El desafío, producida por Carlos Lamus y Hernando Faria, dirigida por Renato Gutiérrez y protagonizada por Caluda Venturini, Henri Soto y Mimi Lazo.
- La cadena brasileña SBT realizó en Brasil en el año 2001 una versión de esta telenovela titulada Amor e odio, dirigida por Jacques Lagôa, Henrique Martins y Antonino Seabra, producida por David Grimberg y Gilberto Nunes y protagonizada por Suzy Rêgo, Daniel Boaventura y Viétia Rocha.
- Televisa realizó una nueva versión en 2010 llamada Soy tu dueña bajo la producción de Nicandro Díaz, teniendo como protagonistas a Lucero, Fernando Colunga y Gabriela Spanic.